# Bryan Habana
Bryan Gary Habana (Benoni, 12 de junio de 1983) es un exjugador sudafricano de rugby que se desempeñó como wing. Fue uno de los jugadores de rugby más rápidos de todos los tiempos, corriendo, en 2007, cien metros en 10.4 segundos. El 7 de octubre de 2015 en el Mundial de Rugby de Inglaterra, con 3 tries durante el partido contra Estados Unidos completó un total de 15 tries en campeonatos mundiales, igualando a la leyenda del rugby, el neozelandés Jonah Lomu.
A los 12 años, su padre compró dos entradas para la final de la Copa Mundial de Rugby de 1995 y Bryan comenzó a tener fanatismo por el rugby.

## Carrera

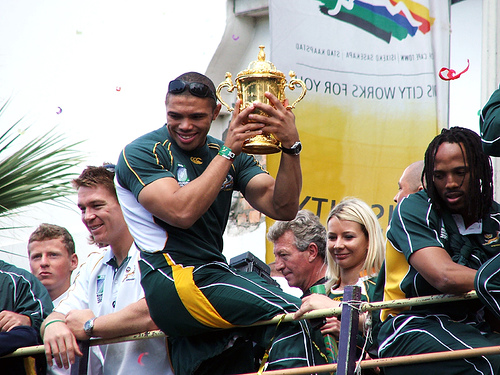
El jugador levantando la copa del mundo

Habana juvó a nivel juvenil con los olden Lions de Johannesburgo. Debutó en el Super Rugby en 2005 con los Bulls de Pretoria, con el que fue campeón y goleador en 2009. En 2010 pasó a jugar con los Stormers de Ciudad del Cabo. En 2013 dejó el Su[er RUgby para incorporarse al RC Toulonnais francés, resultando campeón de Europa en 2014 y 2015.
Debutó con los Springboks en un partido contra Inglaterra en Twickenham, el 20 de noviembre de 2004. 
Logró 8 ensayos en la Copa Mundial de Rugby de 2007, igualando la marca de Jonah Lomu, de Nueva Zelanda. Este hecho le llevó a ser elegido como Mejor Jugador del Mundo durante el año 2007, siendo el primer jugador en la posición de wing que ganaba el galardón y el segundo sudafricano. Es considerado uno de los mejores jugadores de rugby de la historia.[cita requerida]
En 2015 es seleccionado para formar parte de la selección sudafricana que participa en la Copa Mundial de Rugby de 2015. En el partido contra  Samoa, que terminó con victoria sudafricana 6-46, Habana anotó un ensayo. Al siguiente partido de la fase de grupos, contra Escocia, Bryan Habana anotó un ensayo histórico con el que se convertía en el tercer máximo anotador de ensayos de la historia del rugby en partidos internacional en selecciones, con un total de 61; solo le superan el australiano David Campese, que logró 64 y el japonés Daisuke Ohata, con 69. En el siguiente partido, contra Estados Unidos, consiguió una tripleta, con lo que alcanzó los 15 ensayos en copas del mundo, igualando así el récord que ostenta el neozelandés Jonah Lomu como máximo anotador de ensayos en la historia de los mundiales.
Jugó su primer partido de la temporada 2015-2016 en la Copa de Europa, contra las avispas inglesas en noviembre. En esta competencia, jugó un total de seis juegos, incluido un cuarto de final victorioso contra Bath, donde entró en un intento. No es retenido para la semifinal contra Racing 92 donde su club es eliminado. En febrero, su club le permitió jugar dos torneos de la Serie Mundial de Rugby Sevens con el Equipo Sudafricano de Rugby Sevens en los Estados Unidos y Canadá, anotando un total de dos intentos. Continúa su temporada con Toulon, jugando un total de doce reuniones del Top 14, incluidas nueve tenencias. Participó en ambos juegos en las finales jugadas por su equipo, ganando 27 a 18 contra Montpellier [104], y derrotó 29 a 21 contra Racing en la final. En julio, el entrenador del equipo sudafricano de rugby sietes no lo retiene en el grupo de jugadores seleccionados para participar en el evento de los Juegos Olímpicos en Río.
Durante la temporada 2016-2017, participó en los siete juegos jugados por su club en la Copa de Europa, anotando dos intentos, en una derrota en casa contra los sarracenos y en la victoria, aún en casa, contra Sale . Los Toulonnais perdieron en cuartos de final contra Clermont. En el Top 14, jugó doce juegos, incluidos once como titular, anotando 30 puntos. Él disputa su último juego de la temporada el 15 de abril de 2017 lrs de una victoria 23-14 contra. Con la rodilla operada durante el mes de julio, entrena con el grupo de jugadores, pero no juega ningún partido a pesar de su deseo de volver a jugar con su compatriota P Pietersen llegó al club en la temporada baja. Bryan Habana anuncia el 24 de abril de 2018 que pone fin a su carrera al final de la temporada 2017-2018.

## Participaciones en Copas del Mundo de Rugby
| Mundial                       | Sede          | Resultado        | PJ | Tries |
| ----------------------------- | ------------- | ---------------- | -- | ----- |
| Copa Mundial de Rugby de 2007 | Francia       | Campeón          | 7  | 8     |
| Copa Mundial de Rugby de 2011 | Nueva Zelanda | Cuartos de final | 5  | 2     |
| Copa Mundial de Rugby de 2015 | Inglaterra    | Tercer puesto    | 4  | 5     |

## Palmarés

### Con la selección de Sudáfrica
(Actualizado por última vez el 31 de octubre de 2013)
- 95 partidos con la Selección de rugby de Sudáfrica entre 2004 y 2013
- 335 puntos (67 tries)
- Selecciones por año: 3 en 2004, 12 en 2005, 10 en 2006, 2007, 2008, 11 en 2009, 2010, 6 en 2011, 9 en 2012, 12 en 2013
- Campeón del mundo de rugby con la selección de Sudáfrica, en el año 2007
- Mejor jugador del año 2007
- Iguala los 15 tries de Jonah Lomu en Copas Mundiales RWC 2015

### Con el club
(Actualizado por última vez el 31 de octubre de 2013)
- Campeón en 2007 y 2009 en el Super 14
- 56 tries en el Super 12/14/15 en 118 partidos (2004-2013).[6]